# Döndü Şahin
Döndü Şahin es una deportista turca que compitió en taekwondo. Ganó una medalla en el Campeonato Mundial de Taekwondo de 1991, y dos medallas en el Campeonato Europeo de Taekwondo en los años 1990 y 1992.

## Palmarés internacional
| Campeonato Mundial | Campeonato Mundial | Campeonato Mundial | Campeonato Mundial |
| Año                | Lugar              | Medalla            | Categoría          |
| ------------------ | ------------------ | ------------------ | ------------------ |
| 1991               | Atenas (Grecia)    | Medalla de plata   | –51 kg             |
| Campeonato Europeo |                    |                    |                    |
| Año                | Lugar              | Medalla            | Categoría          |
| 1990               | Århus (Dinamarca)  | Medalla de bronce  | –51 kg             |
| 1992               | Valencia (España)  | Medalla de plata   | –51 kg             |